# Ostřelování ostrova Jon-pchjong

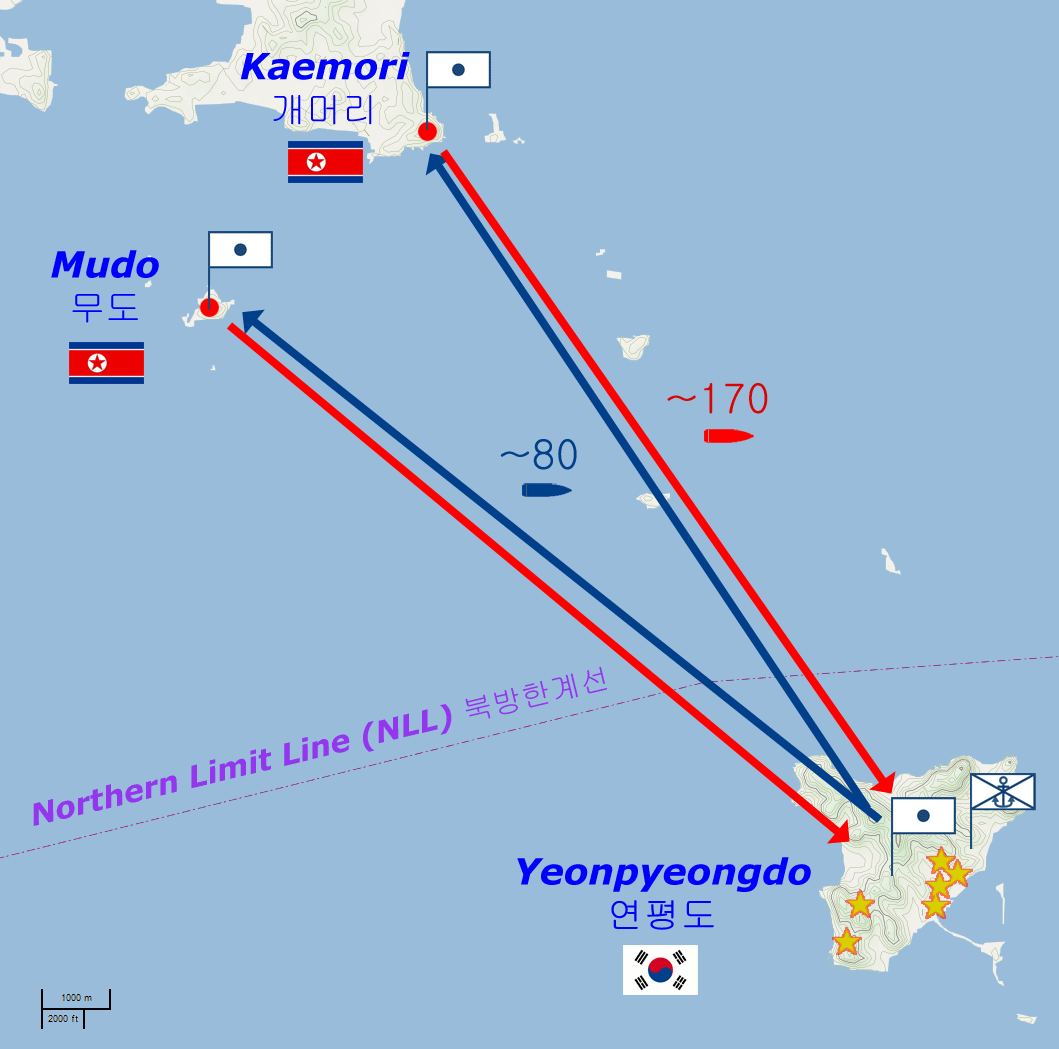
Mapa ostřelování ostrova Jon-pchjong 23. listopadu 2010

Ostřelování ostrova Jon-pchjong byla vojenská operace severokorejské armády, provedená 23. listopadu 2010. Směřovala proti vojenským i civilním cílům na jihokorejském ostrově Jon-pchjong a záminkou k jejímu provedení byly probíhající manévry jihokorejské armády. Od skončení korejské války v roce 1953 šlo o jeden z nejvážnějších incidentů na hranici mezi oběma korejskými státy.
První náznaky napětí se projevily již v průběhu října a listopadu 2010 (např. 29. října severokorejští vojáci ostřelovali jihokorejské pohraniční jednotky), naplno se však krize rozpoutala 23. listopadu 2010, kdy Severní Korea podnikla dělostřelecký útok na ostrov Jon-pchjong ležící asi 12 kilometrů od severokorejského pobřeží ve Žlutém moři. Na ostrov dopadlo nejméně 200 granátů, většinou do míst, kde leží jihokorejská vojenská základna. Zasaženy byly ale také obytné domy a nákupní středisko. Při útoku zahynuli nejméně dva jihokorejští vojáci a dva civilisté, dalších dvacet lidí včetně civilistů bylo zraněno. Jihokorejská armáda podle vlastního vyjádření odpověděla na útok vypálením 80 střel.
O pár dní později (25. listopadu) v důsledku kritiky za vedení reakce na incident, která byla hodnocena jako příliš pasivní, odstoupil jihokorejský ministr obrany Kim Te-jong.